# Gard Myhre
Gard Myhre, né le 5 juillet 1974, est un coureur du combiné nordique norvégien.

## Biographie
Lors de sa carrière internationale s'étendant entre 1992 et 1998, il gagne deux médailles aux Championnats du monde junior dont un titre par équipes et une médaille de bronze en individuel. Il remporte aussi la Coupe du monde B en 1996 et obtient neuf tops dix dans la Coupe du monde dont une quatrième place pour meilleure performance.

## Palmarès

### Coupe du monde
- Meilleur classement général : 12e en 1997.
- Meilleur résultat individuel : 4e.

#### Différents classements en Coupe du monde
| Année     | Classement général final |
| 1992-1993 | 20e                      |
| 1993-1994 | 72e                      |
| 1996-1997 | 12e                      |
| 1997-1998 | 16e                      |

### Coupe du monde B
- Vainqueur de l'édition 1996.
- 4 podiums dont 2 victoires.

### Championnat du monde junior
- Harrachov 1993 : Médaille d'or de l'épreuve par équipes 4 × 5 km et médaille de bronze en Gundersen 15 km.